# 西原康
西原 康（にしはら こう、1919年1月28日 - 1983年12月25日）は、劇作家、児童文学作家。
東京出身。別名・阿久津光。東洋大学文学部東洋文学科卒。在学中から斎田喬宅に下宿して児童向け台本、劇団テアトル・ピッコロの脚本を書き、20歳で児童劇集『花ひらく』を刊行。1946年NHK児童番組部嘱託。

## 著書
- 『花ひらく 児童劇集』弘学社 1939
- 『野口英世』富岡襄絵 保育社の偉人絵文庫 1955
- 『げきあそび』横川洋絵 泰光堂 私たちのほんだなシリーズ 1956
- 『幼児に聞かせる楽しい歌入りお話集』泰光堂 1957
- 『おとぎごよみ』1～3年生　泰光堂 私たちのほんだなシリーズ 1958
- 『嘉納治五郎』潮出版社 ポケット偉人伝 1971
- 『チャイコフスキー』潮出版社 ポケット偉人伝 1971
- 『ハマーショルド』潮出版社 ポケット偉人伝 1971
- 『滝廉太郎』潮出版社 ポケット偉人伝 1971
- 『小栗重吉』潮出版社 ポケット偉人伝 1971

共著
- 『お話しと歌12カ月 春と夏の巻,秋と冬の巻』西崎嘉太郎共著 音楽之友社 1963

### 再話
- モルナール原作『赤シャツ少年団』編 岡本鉄二絵 金の星社 ひらかな世界名作 1959
- 『名探偵ホームズと怪盗』山内秀一絵　ドイル冒険・探偵名作全集 岩崎書店 1960
- H.G.ウェルズ『タイム・マシン』小野田俊絵 岩崎書店 少年少女宇宙科学冒険全集 1961
- シェイクスピア原作『リヤ王物語』大日方明絵 講談社 1962
- 『町へ出たライオン』ウォルト・ディズニー絵 講談社 1962[2]
- 『宇宙家族 2(まちがえた日曜日)』ハナ=バーバラプロダクション絵 講談社インターナショナル 1964